# ВЕС Старий Самбір-1
Старий Самбір-1 — вітроелектростанція біля міста Старий Самбір, Львівської області. Встановлена потужність електростанції — 13,2 МВт. ВЕС Старий Самбір-1 керується компанією «Еко-Оптіма». Середньорічна генерація становить в середньому 18 млн кВт·год електроенергії щорічно.

## Історія
Будівництво ВЕС здійснено у дві черги: у лютому 2015 року було запущено 2 агрегати Vestas V112 загальною потужністю 6,6 МВт, а у жовтні 2016 року — ще 2. Проєкт реалізований спільно з Європейським банком реконструкції та розвитку та фондом чистих технологій Світового Банку.

## Особливості
Висота щогли вітроелектростанції — 119 м, довжина лопаті — 56 м. Розрахунковий термін служби — 20 років.

## Розташування
ВЕС знаходиться в низинах Прикарпаття біля верхів’я річки Дністер. В зоні Карпат достатньо сильні вітри, середньорічна швидкість вітру складає 6,5—7,5 м/сек. Такий потенціал вітру дає можливість будувати рентабельні потужні промислові вітроелектростанції. Тому що вітряки можуть крутитися при силі вітру 3 м/сек.